# Protectorat du Bechuanaland
 (septembre 2024).
1885–1966
Entités suivantes :
- Botswana

Le protectorat du Bechuanaland (aussi appelé en français Béchouanaland ou Bétchouanaland britannique) est un protectorat établi le 31 mars 1885, par le Royaume-Uni en Afrique australe. Il donne naissance au Botswana le 30 septembre 1966.

## Histoire

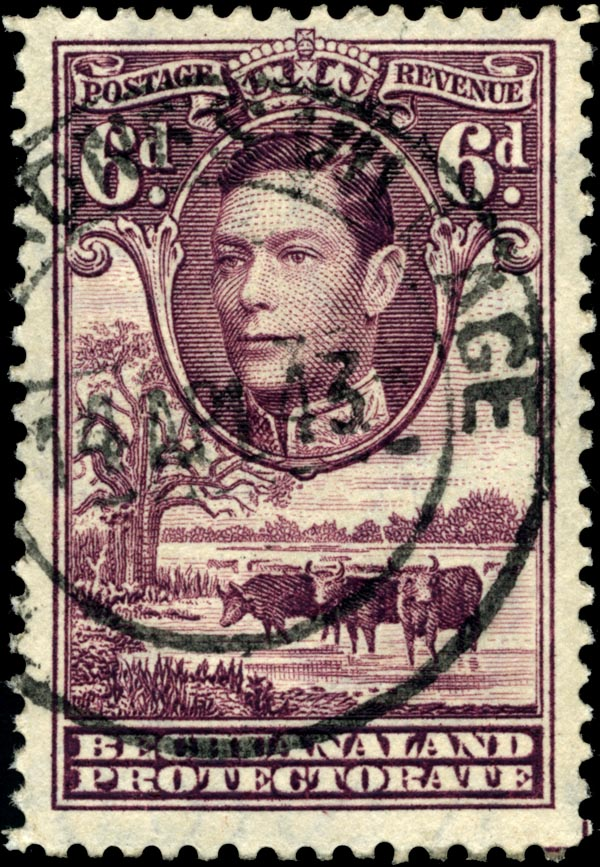
Effigie du roi George VI sur un timbre émis au Bechuanaland en 1938

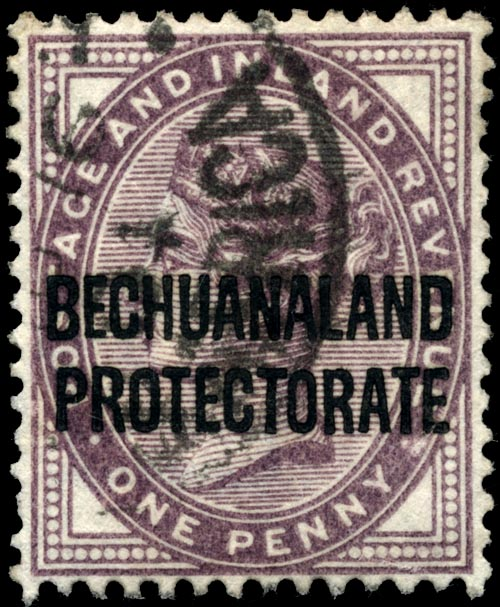
Timbre du Protectorat datant de 1897

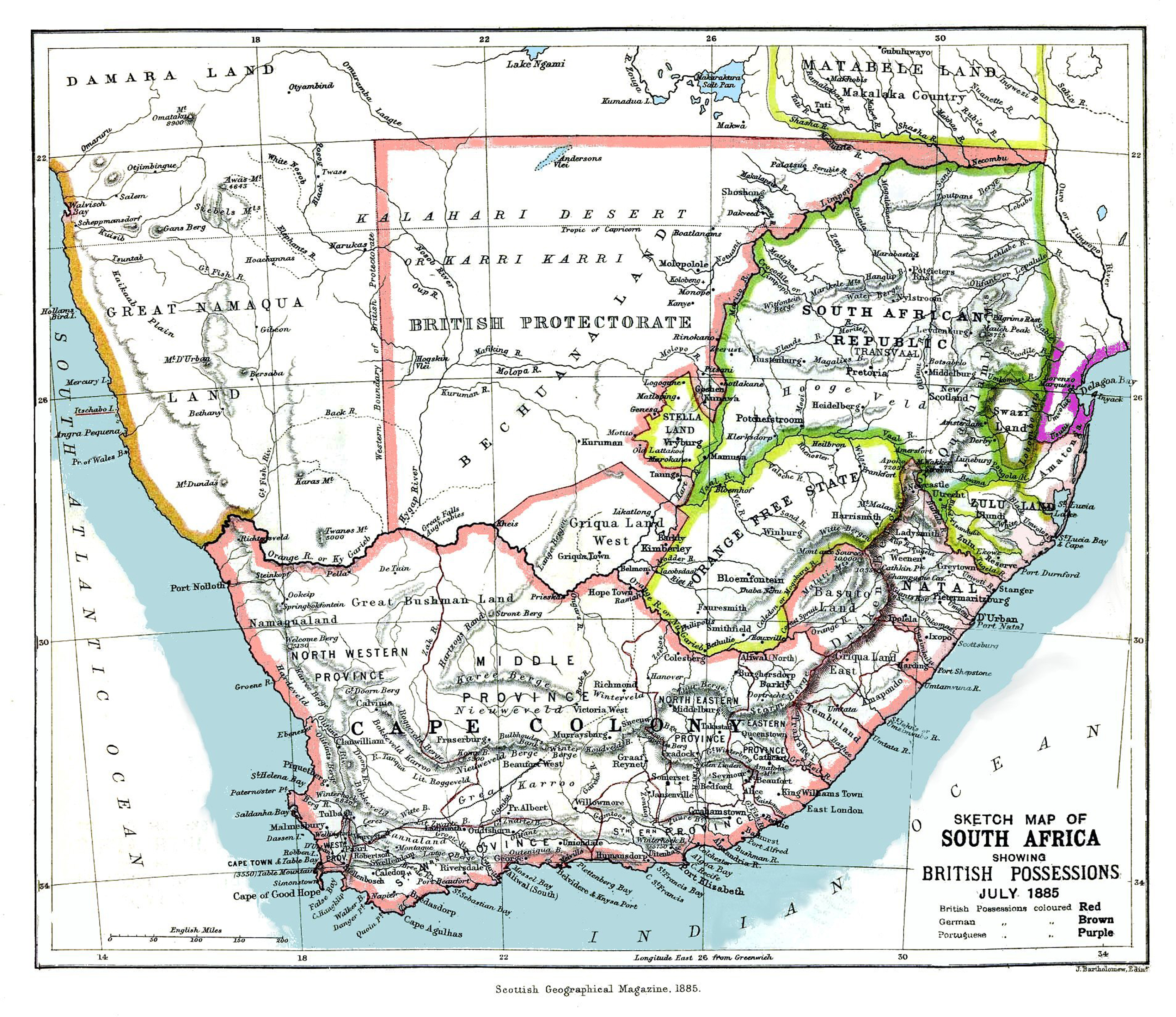
, carte de l'Afrique du Sud, publiée en juillet 1885 dans The Scottish Geographical Magazine, et indiquant le protectorat du Bechuanaland.

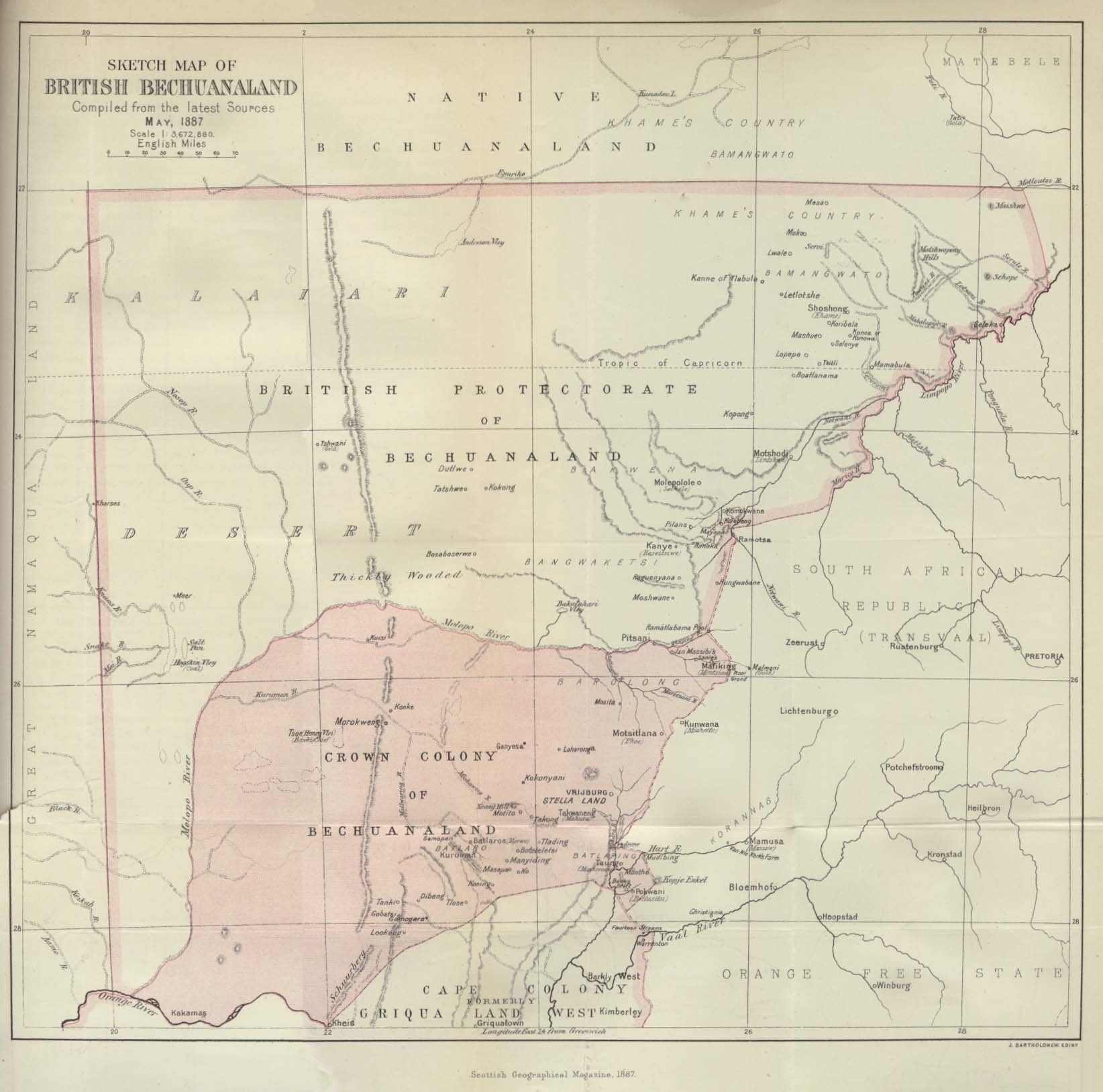
, carte du Bechuanaland britannique, publiée en 1887 dans The Scottish Geographical Magazine.

Bechuanaland signifie « le pays des Bechuanas », maintenant écrit Batswanas ou Tswana.
Le missionnaire écossais John Mackenzie (1835-1899), un congrégationaliste de la London Missionary Society (LMS), qui a vécu à Shoshong de 1862 à 1876, « estimait que les BamaNgwato et d'autres peuples africains avec lesquels il travaillait étaient menacés par des flibustiers Boers empiétant sur leur territoire depuis le sud ». Il a fait campagne pour l'établissement de ce qui est devenu le protectorat du Bechuanaland, qui serait dirigé directement depuis la Grande-Bretagne.
L'Afrique australe: la perdre ou régner. C'est le récit de Mackenzie des événements qui ont conduit à l'établissement du protectorat. Influencé par Mackenzie, en janvier 1885, le cabinet britannique décida d'envoyer une expédition militaire en Afrique du Sud pour affirmer la souveraineté britannique sur le territoire contesté. Sir Charles Warren (1840-1927) a dirigé une force de 4 000 soldats impériaux au nord du Cap. Après avoir conclu des traités avec plusieurs chefs africains, Warren a annoncé l'établissement du protectorat en mars 1885. En septembre de la même année, le pays tswana au sud de la rivière Molopo a été proclamé colonie de la Couronne du Bechuanaland britannique. Un compte rendu détaillé de l'expédition de Mackenzie accompagné de Warren, et Austral Africa[Quoi ?].
Le Bechuanaland signifiait le « pays des Tswana » (d'une forme archaïque de Batswana plus -land ) et, à des fins administratives, était divisé en deux entités politiques. La partie nord était administrée en tant que protectorat du Bechuanaland et la partie sud en tant que colonie de la couronne du Bechuanaland britannique. Le Bechuanaland britannique a été incorporé à la colonie du Cap en 1895 et fait maintenant partie de l'Afrique du Sud.
La partie nord, le protectorat du Bechuanaland, avait une superficie de 580 000 km2 et une population de 120 776 habitants. Il comprenait une zone occupée par les trois principaux peuples tswana: les Bamangwato, les Bakwena et les Bangwaketse, ainsi qu'un certain nombre de tribus mineures comme les Bamalete et les Bakhatla. Dans le protectorat vivaient également les descendants des premiers habitants de la région, tels que les Bushmen et les Makalaka , qui avaient été dépossédés par les peuples Tswana au cours de leur migration vers le sud.
Le gouvernement britannique prévoyait à l'origine de confier l'administration du protectorat à la Rhodésie ou à l'Afrique du Sud, mais l'opposition tswana a laissé le protectorat sous domination britannique jusqu'à son indépendance en 1966.
Le protectorat du Bechuanaland était techniquement un protectorat plutôt qu'une colonie. À l'origine, les dirigeants locaux tswana étaient laissés au pouvoir et l'administration britannique se limitait à la force de police pour protéger les frontières du Bechuanaland contre d'autres entreprises coloniales européennes. Mais le 9 mai 1891, le gouvernement britannique confia l'administration du protectorat au haut-commissaire pour l'Afrique du Sud, qui commença à nommer des fonctionnaires au Bechuanaland, et l'indépendance de facto du Bechuanaland prit fin.
Le protectorat était administré à partir de Mafeking , créant une situation inhabituelle, la capitale du territoire étant située à l'extérieur du territoire. La zone de Mafeking (à partir de 1980 avec l'incorporation au Bophuthatswana Mafikeng, depuis 2010 Mahikeng), s'appelait « la réserve impériale ». En 1885, lorsque le protectorat fut déclaré, le Bechuanaland était délimité au nord par la latitude de 22° sud. La limite nord du protectorat a été formellement étendue vers le nord par les Britanniques pour inclure le Ngamiland, qui était alors dominé par l'État de Tawana , le 30 juin 1890. Cette revendication a été formellement reconnue par l'Allemagne le lendemain par l'article III du traité Heligoland-Zanzibar, qui a confirmé la limite occidentale du protectorat britannique du Bechuanaland et du protectorat allemand du Sud-Ouest africain et a également créé la bande de Caprivi héritée par la Namibie moderne.
En Afrique du Sud-Ouest, la sphère d'influence de l'Allemagne est délimitée ainsi :
Au sud par la ligne qui commence à l'embouchure de la rivière Orange et continue jusqu'à sa rive nord jusqu'à son point d'intersection avec le 20° de longitude est .
A l'est par la ligne commençant au point précité et suivant le 20e degré de longitude est jusqu'à son point d'intersection avec le 22e de latitude sud . La ligne trace ensuite ce degré de latitude vers l'est jusqu'à son intersection avec le 21° de longitude est , suit ce degré de longitude vers le nord jusqu'à son intersection avec le 18° de latitude sud , longe ce degré de latitude vers l'est jusqu'à son intersection avec la rivière Chobe . Ici, il descend le thalweg du canal principal jusqu'à ce qu'il rencontre le Zambèze, où il se termine. Il est entendu qu'en vertu de cet arrangement, l'Allemagne se verra accorder le libre accès de son protectorat au Zambèze au moyen d'une bande de terre d'au moins vingt milles anglais de large en tout point. La sphère d'influence de la Grande-Bretagne est délimitée à l'ouest et au nord-ouest par la ligne précédemment décrite et comprend le lac Ngami .
Les officiels britanniques ne sont arrivés dans la région du Ngamiland qu'en 1894.
La loi foncière des concessions de Tati du 21 janvier 1911 transfère le nouveau territoire oriental au protectorat :
De l'endroit où la rivière Shashe prend sa source jusqu'à sa jonction avec les rivières Tati et Ramokgwebana , de là le long de la rivière Ramokgwebana jusqu'à sa source et de là le long du bassin versant de ces rivières.
Ce territoire était à l'origine revendiqué par le Matabeleland. En 1887, Samuel Edwards, travaillant pour Cecil Rhodes, obtint une concession minière et, en 1895, la British South Africa Company tenta d'acquérir la région, mais les chefs tswana Bathoen I , Khama III et Sebele I se rendirent à Londres pour protester et réussirent à se défendre. hors du BSAC. Ce territoire forme le district nord-est moderne du Botswana.

## Administration
Figurent parmi ses principaux administrateurs, :
- Sidney Shippard (en) (1885-1895),
- Hamilton Goold-Adams (en) (1897-1900),
- Jules Ellenberger (1923-27),
- Charles Arden-Clarke (1937-1942),
- John Redcliffe-Maud (en) (1959-1960),
- Peter Fawcus (en) (1960-1965),
- Hugh Norman-Walker (en) (1965-1966).